# Pliešovce
Pliešovce és un poble i municipi d'Eslovàquia que es troba a la regió de Banská Bystrica.

## Història
La primera menció escrita de la vila es remunta al 1332.

## Demografia
| Godina             | 1994 | 2004   | 2014   | 2024   |
| ------------------ | ---- | ------ | ------ | ------ |
| Nombre de persones | 2259 | 2203   | 2279   | 2262   |
| Diferència         |      | −2,47% | +3,44% | −0,74% |

| Godina             | 2023 | 2024   |
| ------------------ | ---- | ------ |
| Nombre de persones | 2265 | 2262   |
| Diferència         |      | −0,13% |